# Aleksandr Kan
Aleksandr Kan SJ (ur. 7 maja 1963 w Karagandzie) – rosyjski duchowny rzymskokatolicki niemieckiego pochodzenia, jezuita, superior Misji „sui iuris” Kirgistanu w latach 1997–2006.

## Życiorys
Urodził się 7 maja 1963 w Karagandzie w rodzinie rosyjskich katolików pochodzenia niemieckiego. Po ukończeniu szkoły średniej w rodzinnym mieście zdecydował się na wstąpienie do zakonu Towarzystwa Jezusowego. W 1987 roku został wyświęcony na diakona, a rok później 29 maja 1988 otrzymał święcenia kapłańskie, po nich pracował jako duszpasterz na terenie Kazachstanu i Kirgistanu. 
22 grudnia 1997 został ustanowiony przez papieża Jana Pawła II przełożonym nowo powstałej Misji „sui iuris”, obejmującej swoim zasięgiem terytorium całego Kirgistanu. Z dniem 18 marca 2006 po podniesieniu Misji do rangi Administratury apostolskiej, zrezygnował z dalszego jej kierowania.